# Yelp
Yelp – amerykański agregator opinii z siedzibą w San Francisco, w Kalifornii. Właściciel aplikacji mobilnej pod tą samą nazwą, a także serwisu oferującego rezerwację online Eat24. Yelp szkoli małe przedsiębiorstwa z metod odpowiadania na opinie, organizuje imprezy integracyjne dla recenzentów, oraz dostarcza danych na temat przedsiębiorstw, włącznie z wynikami inspekcji sanitarnej. Serwis był notowany w rankingu Alexa na miejscu 516.

## Historia
Założycielami firmy są byli pracownicy PayPal – Russel Simmons i Jeremy Stoppelman. Portal internetowy powstał w październiku 2004. W 2010 roku Yelp opublikował łącznie ponad 4,5 miliona opinii i miał ponad 30 milionów USD przychodów. W latach 2009–2012 otworzył regionalne biura w Europie i Azji, a także negocjował potencjalne przejęcie ze strony Google. W marcu 2012 roku Yelp zadebiutował na giełdzie, a dwa lata później stał się zyskowny. Począwszy od roku 2016, Yelp ma ponad 135 milionów odwiedzających miesięcznie i 95 milionów opinii. Przychody przedsiębiorstwa pochodzą w większości od przedsiębiorstw reklamowych. 

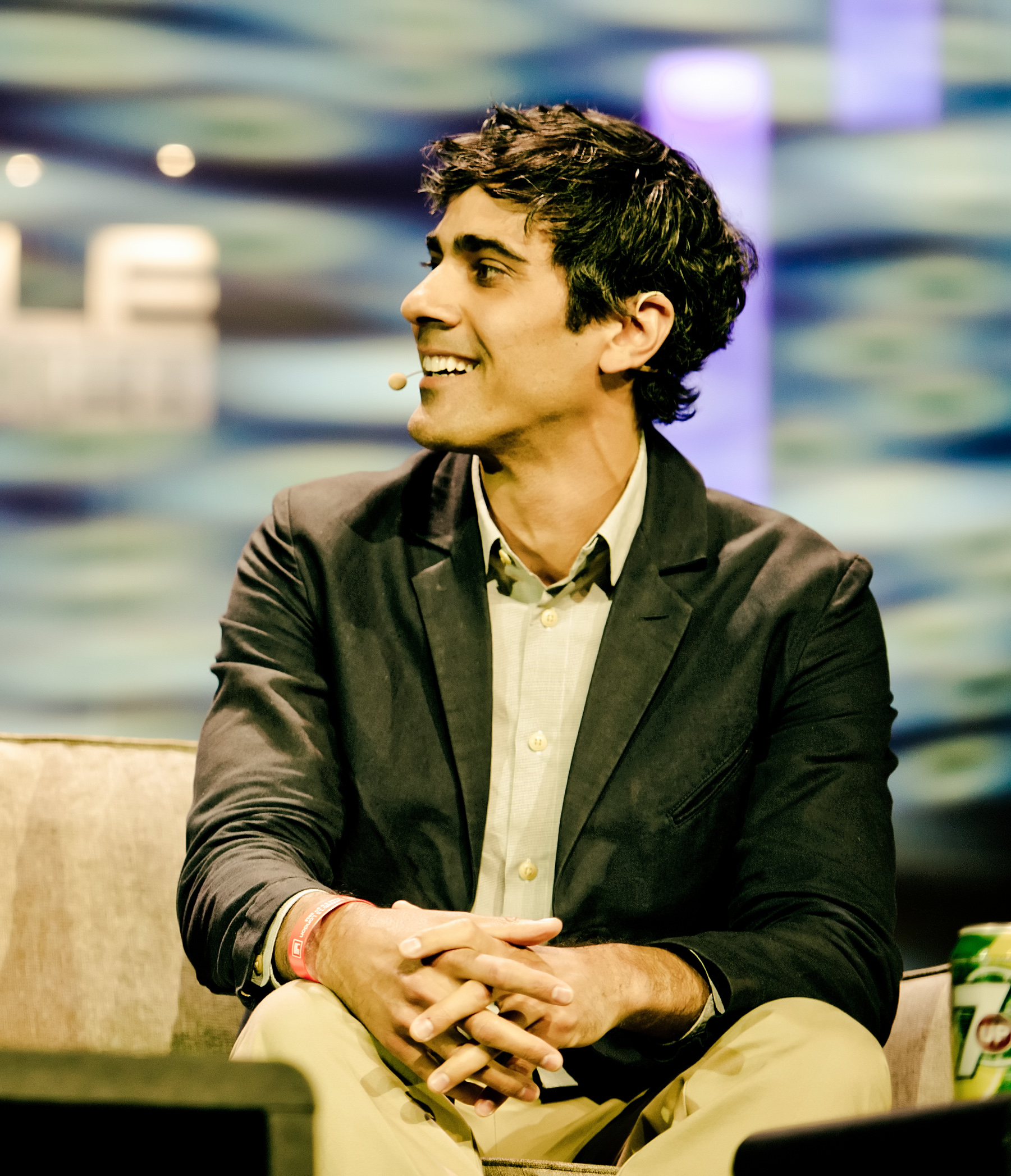
Jeremy Stoppelman, założyciel i prezes Yelp

## Usługi
Yelp umożliwia konsumentom ocenianie i publikowanie opinii o przedsiębiorstwach. Oceniane przedsiębiorstwa mogą aktualizować informacje kontaktowe, godziny otwarcia, a także ofertę i zdjęcia towarów lub usług. Wiele opinii jest pisanych w zabawny i twórczy sposób. W Polsce serwis internetowy promowany jest w Krakowie i w Warszawie, gdzie społeczność integrują obecni na miejscu zarządzający społecznością, organizujący okresowe spotkania w wybranych restauracjach. W marcu 2014 roku, Yelp dodał możliwości zamawiania i planowania manicure, wysyłki kwiatów czy umawiania się na konsultacje prawne. W czerwcu 2016 roku, 72 procent wyszukiwań w serwisie wykonano za pomocą urządzeń mobilnych.